# 朱早弟
朱早弟（？—？），中华人民共和国政治人物。
担任全国纺织工业劳模。湖北武昌第一纱厂挡车工。1954年，当选第一届全国人民代表大会代表。